# Думеш, Виталия
Виталия Думеш (латыш. Vitālija Dumeša; 29 апреля 1965, Латвийская ССР, СССР) — советская, латвийская и нидерландская шашистка. С 1995 года живёт в Нидерландах. Победитель командного чемпионата мира (2022) в составе сборной Нидерландов. Чемпионка Нидерландов 1997, 2015, 2017, 2020 годов, серебряный призёр 2005-2008, 2014, 2016, 2019 годов, бронзовый призёр 2004, 2009, 2010 и 2018 годов. Победитель первого командного чемпионата Европы. Многократная чемпионка Латвии. Международный гроссмейстер.

## Биография
В 80-х годах работала инженером-программистом. Жила в Риге. Ныне живёт в Алкмар, Нидерланды. Учитель трансцендентальной медитации, переводчик с голландского, русского, английского.

## Международные шашки

### Чемпионат мира
- 1997 (6 место))[3]
- 1999 (15 место)
- 2003 (7 место)
- 2005 (7 место)
- 2007 (11 место)
- 2011 (11 место)
- 2017 (7 место)
- 2023 (10 место)

### Чемпионат Европы
- 2002 (4 место)
- 2004 (12 место)
- 2006 (9 место)
- 2008 (13 место)
- 2000 (8 место)
- 2012 (23 место)
- 2014 (15 место)
- 2016 (14 место)
- 2018 (10 место)
- 2022 (12 место)
- 2024 (15 место)

## Чекерс

### Чемпионат мира
- 2013 (4 место)[4]
- 2014 (2 место)
- 2016 (5 место)[5]

## Турецкие шашки

### Чемпионат мира среди мужчин
- 2014 (35 место и 3 место в командном зачёте)[6]